# Paullinia enneaphylla
Paullinia enneaphylla là một loài thực vật có hoa trong họ Bồ hòn. Loài này được G. Don mô tả khoa học đầu tiên năm 1831.